# Protodriloides
Protodriloides är ett släkte av ringmaskar som beskrevs av V. Jouin 1966. Enligt Catalogue of Life ingår Protodriloides i familjen Protodriloididae, men enligt Dyntaxa är tillhörigheten istället familjen Protodriloidae.
Protodriloides är enda släktet i familjen Protodriloididae.
Kladogram enligt Catalogue of Life och Dyntaxa:
| Protodriloides | \| \| Protodriloides chaetifer \| \| \| \| \| \| Protodriloides symbioticus \| \| \| \| |
|                | \| \| Protodriloides chaetifer \| \| \| \| \| \| Protodriloides symbioticus \| \| \| \| |
|                | Protodriloides chaetifer                                                                |
|                |                                                                                         |
|                | Protodriloides symbioticus                                                              |
|                |                                                                                         |